# Zlatan Azinović
Zlatan Azinović, född 31 januari 1988, är en svensk fotbollstränare (för målvakter) och före detta fotbollsmålvakt som bland annat spelade för de allsvenska klubbarna Kalmar FF och Malmö FF.

## Karriär
Azinović kom till Kalmar FF 1998 från öländska Persnäs AIF och gjorde tävlingsdebut mot Högaborgs BK i svenska cupen i april 2007. Någon plats som förstemålvakt blev det dock inte för Azinović i Kalmar då han ständigt stod i skuggan av Petter Wastå och senare Etrit Berisha. Ett fåtal matcher, då den ordinarie målvakten skadat sig, blev facit och säsongen 2011 lånades han ut till Trelleborgs FF. Lånet blev sedan permanent med en övergång till skåneklubben inför säsongen 2012. Under hösten skrev målvakten på ett korttidskontrakt som backup-målvakt för allsvenska Malmö FF.
I december 2012 stod det klart att Azinović återvände till Kalmar FF; detta på ett kontrakt sträckande över säsongen 2013.
Inför säsongen 2014 återvände Azinović till Malmö FF där han fortsatte i sin roll som reservmålvakt, dock med några inhopp i Allsvenskan.  I mars 2016 lånades han ut till Ängelholms FF.
I Uefa Champions League-kvalet 2015 fick Azinović hoppa in som förstemålvakt då Johan Wiland var konvalescent. Dock skadade sig också Azinović under matchen och fick byta. Knäskadan blev långdragen och ledde till att han året efter slutade som målvakt och istället inriktade sig på att vara målvaktstränare i MFF:s fotbollsakademier. Sedan januari 2025 är Azinović målvaktstränare för MFF:s A-lag.

### Webbkällor
- Zlatan Azinović på Svenska Fotbollförbundets webbplats
- Zlatan Azinović på elitefootball